# Agile-менеджмент
Agile-менеджмент, еджайл-менеджмент, еджайльне управління, еджайльний менеджмент (від англ. Agile — «рухливий», «спритний», «еластичний») — ітераційний та інкрементний метод планування та керування проектами і процесами.
Agile-менеджмент виділяє короткі цикли розробки продукту, надаючи додаткові оновлення в залежності від зміни потреб клієнта.
Застосовується як ефективна практика організації праці невеликих груп (які роблять однорідну творчу роботу) в об'єднанні з їх управлінням комбінованим (ліберальним і демократичним) методом.
Agile-менеджмент є основою цінностей, принципів і практик, що дозволяє менеджерам на всіх рівнях планувати та проектувати роботу та створювати команди таким чином, щоб забезпечувати високу адаптивність бізнесу до мінливих умов ринку та бізнес-середовища. Цей підхід застосовується для того, щоб підвищувати залученість клієнтів компанії, приймати зміни, ефективно взаємодіяти та сприяти досягненню результатів.
Agile-менеджмент намагаються впровадити переважно компанії, діяльність яких здійснюється в умовах швидких та непередбачуваних змін, для того щоб виробити найбільш ефективну стратегію, яку можна успішно використовувати та швидко змінювати для вирішення проблем та підвищення ефективності та продуктивності підприємства. Особливо бурхливе застосування Agile-менеджмент має в компаніях, які працюють в сфері високих технологій.

## Основні принципи agile-менеджменту
Основні принципи:
- необхідні активні дії усіх учасників процесу або проекту;
- команда повинна мати можливість приймати спільні рішення;
- вимоги можуть змінюватися, але часовий проміжок повинен бути зафіксований;
- ставити вимоги на найвищому рівні, полегшувати їх та візуалізовувати;
- розробляти короткі, поступові кроки (ітерації);
- фокусуватися на постійному наданні результатів;
- тільки після закінчення поточної ітерації переходити до наступного кроку;
- застосувати правило 80/20;
- постійно тестувати отримані результати — перевіряти впродовж всього періоду роботи, не тільки у кінці;
- спільна робота усіх учасників та зацікавлених сторін.

Ці характеристики суттєво відрізняються від традиційних методів та є загальними для всіх agile-підходів.

## Основні характеристики agile-менеджменту
Так само, як у гнучкій розробці програмного забезпечення (від англ. Agile software development), у agile-менеджменті використовується розділення процесів на окремі частини, які називаються ітераціями. Кожна ітерація розглядається та оцінується командою спеціалістів окремо.
У даному випадку команда може включати в себе представників бізнесу, а також — усіх зайнятих у цьому проекті людей та інших зацікавлених осіб. Висновки, отримані від оцінки ітерації, використовуються, щоб визначити, яким має бути наступний крок у проекті. Кожна ітерація проекту повинна продовжуватися, як правило, протягом двох тижнів.

## Agile-менеджмент— Сім ключів до успіху
На даний момент у світі існує тенденція до переходу з традиційних підходів та принципів менеджменту до нових сучасних методик agile-менеджменту. Далі подані сім основних ключів до успіху з agile-менеджментом за версією журналу «Forbes»:

### Розвиток лідерів на всіх рівнях
Наразі у кожній компанії рішення мають прийматися на всіх рівнях. Це означає, що «модель лідерства» та «розвитку лідерства» повинна бути доступною для багатьох людей. AT&T нещодавно модернізувала свою лідерську програму для 80000 лінійних менеджерів, супервайзерів, менеджерів проектів та керівників вищої ланки. Поки не всі мають однаковий доступ до інформації, але кожен отримує ділову хватку, знання інструментів для прийняття рішень і важливих основ для керівництва.

### Створення культури навчання
У компаніях, які дуже швидко та активно розвиваються, є важливий принцип — «культура навчання». Людям пропонується використати час на навчання, помилки та відгуки цього процесу обов'язково обговорюються. Організації, які мають таку практику, розуміють, що найважливіший потенціал компанії — це люди.
Дослідження за дослідженням показують, що організації, які приділяють увагу навчанню, насправді працюють більш ефективно, та працівники таких компаній виконують більше роботи.

### Створення маленьких команд
Маленькі, само-організовані команди дуже швидко приймають рішення. Кожен член такою команди чітко знає свою зону відповідальності, у процесі роботи вчиться новому у товаришів та практикує спільну роботу у команді.
Наприклад, кнопка «Like» у «Facebook» була створена командою з трьох людей.

### Зосередження на зворотньому зв'язку, не тільки на звітності
Цей принцип означає, що необхідно надавати можливість контролювати та вирішувати проблему безпосередньо працівникам, а не тільки керівникам усіх рівнів. Це надає можливість людині проявити себе та отримати зворотній зв'язок від керівництва про результати роботи, таким чином визначити для себе основні помилки та можливі сфери до покращення.

### Зробити диверсифікацію стратегією, а не відповідністю програмі
Найкращі рішення приходять від диверсифікованих команд. Різноманітність сьогодні означає вік, стать, національність, расу, характер і т. д. Було виявлено, що найефективніші команди складаються з різних людей. Різноманітність приносить нові ідеї, культуру, зміни і навчання, а також — свободу для інновацій. Особливо це важливо для торгових компаній, адже якщо ви продаєте споживачам, різноманітність необхідна просто щоб переконатися, що ви розумієте ринки та смаки людей, яких обслуговуєте.

### Зробити інформацію прозорою
Це означає, що необхідно дозволяти менеджерам на всіх рівнях бачити фінансовий результат, зворотній зв'язок клієнтів та внутрішню інформацію про талановитих людей. Наразі багато компаній ведуть боротьбу за оцінку ефективності, виявлення високих потенціалів та розвиток нових лідерів. Однією з найбільших перешкод на цьому шляху є той факт, що таланти дуже часто замкнені в маленькій кімнаті, яку бачать тільки керівники компанії.
Прозорість інформації про таланти відіграє величезну роль в продуктивності. Коли керівник повинен отримати новий проект, часто виявляється, що команді не вистачає деяких навичок. Такі компанії, як Pfizer створили внутрішній «ринок талантів» для навичок, що дозволяють менеджерам швидко знаходити експертів по мірі необхідності. Ця прозорість інформації є однією з найактуальніших дисциплін в галузі управління персоналом.

### Поєднання принципів та цінностей
Дуже важливо, щоб принципи, цілі та цінності компанії були об'єднані та не суперечили один одному. Компанії, які використовують agile-менеджмент, рухаються та розвиваються дуже швидко. Саме тому дуже важливо, щоб ці три речі були сформульовані дуже чітко та допомагали приймати обґрунтовані рішення.